# Estonia (prom)
Estonia – prom pasażersko-samochodowy typu ro-pax, zbudowany w 1979 roku w niemieckiej stoczni Meyer Werft w Papenburgu na zamówienie fińskiej spółki SF Line. Od 1980 do 1994 roku kursował dla różnych przedsiębiorstw pod różnymi nazwami, takimi jak Viking Sally, Silja Star czy Wasa King.
W nocy z 27 na 28 września 1994 jednostka zatonęła na Morzu Bałtyckim. Katastrofa pochłonęła 852 ofiary, co czyni ją jedną z najtragiczniejszych w późnych latach XX wieku.

## Historia
Prom zbudowała stocznia Jos. L. Meyer GmbH w Niemczech dla Viking Line (AB Sally) pod nazwą Viking Sally. Prom pływał na trasie Sztokholm – Mariehamn – Turku i był to w tym czasie największy prom tego typu pływający po Morzu Bałtyckim. W 1990 Viking Sally przeszła do Silija Line, tam prom zaczął kursować na trasie Sztokholm – Åbo pod nazwą Silja Star. W 1991–1992 prom przejęło Wasa Line i zmieniło nazwę na Wasa King, od tej pory trasa promu zmieniła się na Umeå – Vaasa oraz Sundsvall – Vaasa. Następnym właścicielem promu stało się Estline, jedno z największych przedsiębiorstw zajmujące się przewozem pasażerskim przez Morze Bałtyckie, gdzie połowę udziałów ma szwedzka spółka Nordström & Thulin wraz z estońską grupą Estonian Steamship Company. Prom od tej pory kursował na trasie Sztokholm – Tallinn pod nazwą Estonia.

### Schemat podróży oraz rejs
Estonia kursowała pomiędzy Tallinnem a Sztokholmem. Opuszczała Tallinn co drugi dzień o godzinie 19.00, a przybywała do Sztokholmu o godzinie 9.00 czasu lokalnego, następnie opuszczała Sztokholm tego samego dnia o godzinie 17.30 czasu lokalnego i była w Tallinnie o godzinie 9.00 rano następnego dnia. Ponieważ jednostka przybywała do portu o bardzo wczesnej porze, opóźnione przypłynięcie nie wpływało na następny rejs.
Normalna droga promowa wiodła przez Archipelag Sztokholmski, przez Sandhamn, jednak kiedy warunki pogodowe były nieprzychylne – przez Söderarm. Całkowity dystans między Tallinnem a Sztokholmem to 225 lub 227 mil morskich odpowiednio dla tras przez Sandhamn i Söderarm. Aby zachować stały czas kursowania, w pierwszym przypadku, prędkość w normalnych warunkach pogodowych wynosiła 16,5, a w drugim 17 węzłów.
Rozkład rejsów był stały. Dziennik w stacji pilotowania statków w Sztokholmie wykazuje, że Estonia mijała latarnię Söderarm z nie większym opóźnieniem niż 15 minut.

## Katastrofa

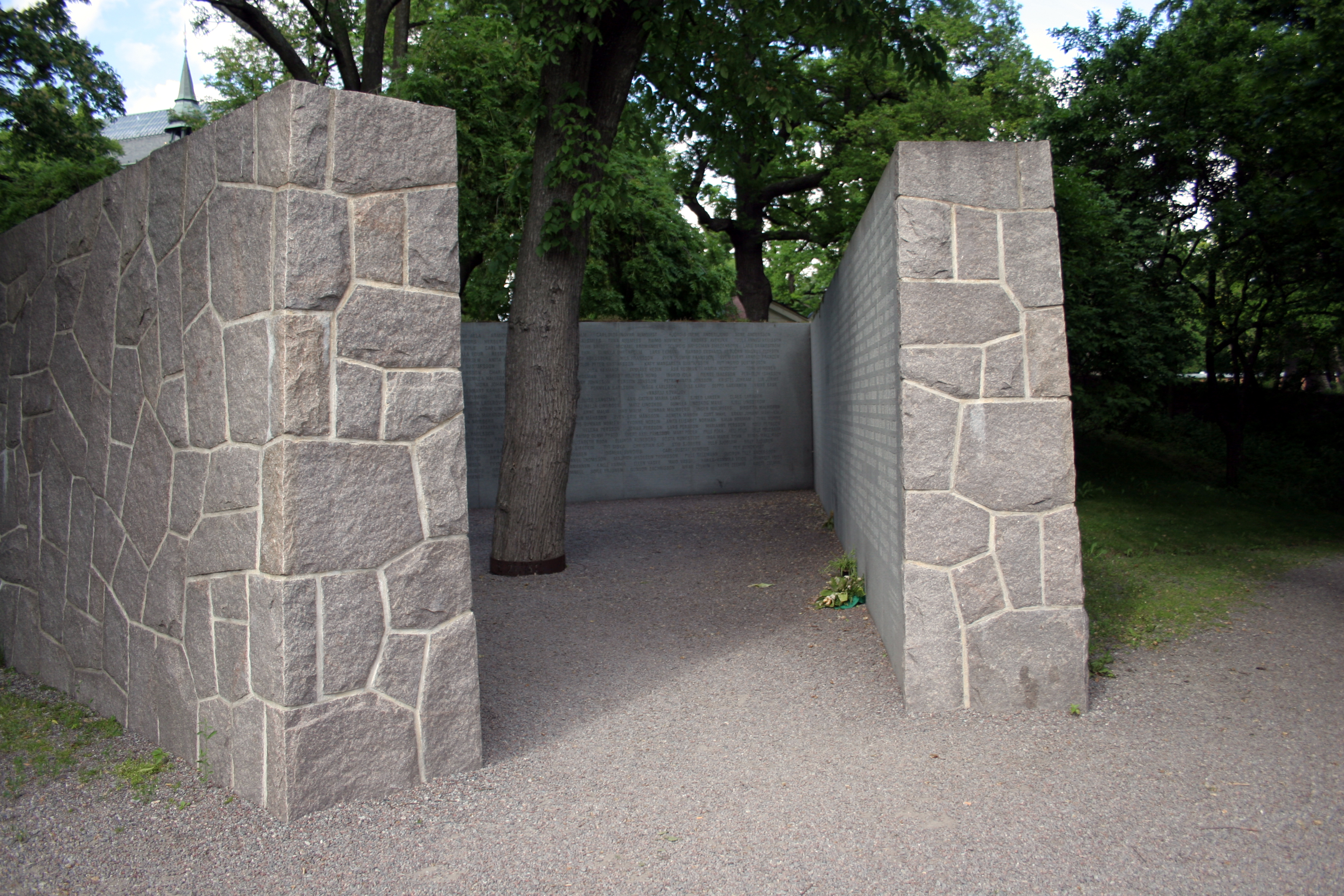
Pomnik upamiętniający ofiary katastrofy znajdujący się w Sztokholmie, w pobliżu Muzeum Okrętu Vasa

Do katastrofy doszło 28 września 1994 roku na Bałtyku, między godziną 00:55 a 1:50, podczas rejsu z Tallinna w Estonii do Sztokholmu w Szwecji.
Estonia miała przypłynąć do Sztokholmu o 9:30. Na pokładzie znajdowało się 989 pasażerów i członków załogi. Większość pasażerów była Skandynawami, a załoga była w większości estońska.
Zgodnie z ostatecznym raportem, porywy wiatru sięgały do 20 m/s, z siłą 7–8 w skali Beauforta, a fale sięgały od 4 do 6 metrów. Najwyższa w tym dniu zarejestrowana na północnym Bałtyku fala osiągnęła 7,7 metra.
Esa Mäkelä, kapitan pobliskiego statku MF Silja Europa, który później brał udział w działaniach ratunkowych, opisuje pogodę jako złą lub typową dla sztormów na Bałtyku. Wszystkie statki pływały rozkładowo.
Oficjalny raport stwierdza, że choć dokładna prędkość promu podczas wypadku nie jest znana, Estonia miewała bardzo regularne czasy przebiegu ze średnią prędkością 16–17 węzłów, co mogłoby sugerować, że nie zwalniała w niekorzystnych warunkach pogodowych.
Pierwszy oficer promu pasażerskiego MS Mariella wyznaczył prędkość Estonii za pomocą radaru. Wynosiła około 14,2 węzła tuż przed tragedią. Oficerowie Silja Europy około północy wyznaczyli prędkość Estonii na 14–15 węzłów.
Pierwszymi oznakami problemów był głośny odgłos tarcia metalu o metal około 1:00. Właśnie wtedy statek mijał archipelag Turku. Podczas oględzin furty dziobowej nie wykryto żadnych uszkodzeń. Około godziny 1:15 furta oderwała się od kadłuba; statek nabrał silnego przechyłu na prawą burtę. Około 1:20 przez megafony wypowiedziano słabym, damskim głosem słowa: „Häire, häire, laeval on häire”, co po estońsku oznacza „Alarm, alarm, alarm na pokładzie”. Wkrótce w ten sam sposób zaalarmowano załogę. Niedługo po tym na statku został ogłoszony generalny alarm ratunkowy. Przechył zwiększył się do 30–40 stopni na prawą burtę co sprawiło, że nie można było już się bezpiecznie przemieszczać po pokładzie statku. Drzwi oraz przejścia zostały zablokowane, aby uniemożliwić ewentualne przelewanie się wody. Pasażerowie, którzy próbowali się uratować, zostali uwięzieni. O godzinie 1:22 nadane zostało przez załogę wezwanie Mayday, jednak jego forma nie spełniała międzynarodowych norm. Komunikacja ustała około 01:29. Po blisko siedmiu minutach od nadania pierwszego sygnału pomocy Estonia zniknęła z pola widzenia wszystkich radarów. Z powodu braku zasilania i silnego przechyłu akcja ratownicza na promie była spowolniona i utrudniona. Statek zniknął z ekranów radarów około 1:50. Mariella dotarła na miejsce tragedii około 2:12; pierwszy helikopter o 3:05.
Lokalizacja wraku to 59°23′N 21°42′E/59,383333 21,700000 i 22 mile morskie (41 kilometrów) w kierunku 157° od fińskiej wyspy Utö. Statek spoczywa na głębokości pomiędzy 74 a 88 metrów.

### Ofiary
Z 989 pasażerów na pokładzie uratowano jedynie 138 – jedna osoba zmarła później w szpitalu. Głównym powodem śmierci było utonięcie i hipotermia (temperatura wody wynosiła ok. 10–11 °C). Śmierć poniosły 852 osoby (501 Szwedów, 285 Estończyków, 17 Łotyszów, 10 Finów oraz 44 osoby innych narodowości – 1 z Belgii, 1 z Kanady, 1 z Francji, 1 z Holandii, 1 z Nigerii, 1 z Ukrainy, 1 z Wielkiej Brytanii, 2 z Maroka, 3 z Litwy, 5 z Danii, 6 z Norwegii, 10 z Niemiec, 11 z Rosji). Jedną z ofiar był znany estoński muzyk Urmas Alender. 93 ciała wyłowiono z morza w ciągu 33 dni od katastrofy. Ofiarę 94. wyłowiono 18 miesięcy później. Ocaleńcami byli przeważnie młodzi mężczyźni w bardzo dobrej formie fizycznej. Siedmiu z ocalałych miało ponad 55 lat. Blisko 750 osób w momencie tragedii było wewnątrz promu.

## Pasażerowie według narodowości
| Kraj            | Ogółem | Uratowani | Zaginieni* | Ofiary** |
| --------------- | ------ | --------- | ---------- | -------- |
| Szwecja         | 552    | 51        | 461        | 40       |
| Estonia         | 347    | 63        | 237        | 47       |
| Łotwa           | 23     | 6         | 13         | 4        |
| Rosja           | 15     | 4         | 10         | 1        |
| Finlandia       | 13     | 3         | 9          | 1        |
| Norwegia        | 9      | 3         | 6          |          |
| Niemcy          | 8      | 3         | 4          | 1        |
| Dania           | 6      | 1         | 5          |          |
| Litwa           | 4      | 1         | 3          |          |
| Holandia        | 2      | 1         |            | 1        |
| Maroko          | 2      |           | 2          |          |
| Ukraina         | 2      | 1         | 1          |          |
| Wielka Brytania | 2      | 1         | 1          |          |
| Białoruś        | 1      |           | 1          |          |
| Francja         | 1      |           | 1          |          |
| Kanada          | 1      |           | 1          |          |
| Nigeria         | 1      |           | 1          |          |
| Razem:          | 989    | 138       | 756        | 95       |

*Zaginieni na morzu – osoby, których ciał nie wydobyto, uznaje się za zaginionych (w domyśle martwych).
**Liczba na podstawie zidentyfikowanych ciał.

## Uratowani według wieku
| Wiek  | Mężczyźni | Kobiety | Ogółem |
| ----- | --------- | ------- | ------ |
| 10-14 | 1         |         | 1      |
| 15-19 | 7         | 2       | 9      |
| 20-24 | 26        | 4       | 30     |
| 25-29 | 12        | 5       | 17     |
| 30-34 | 14        | 5       | 19     |
| 35-39 | 16        | 3       | 19     |
| 40-44 | 13        | 3       | 16     |
| 45-49 | 7         | 1       | 8      |
| 50-54 | 9         | 2       | 11     |
| 55-59 |           | 1       | 1      |
| 60-64 | 4         |         | 4      |
| 65-69 | 2         |         | 2      |
|       |           |         |        |

## Uratowani według miejsca hospitalizacji
| Kraj      | Szpital                              | Pacjenci |
| --------- | ------------------------------------ | -------- |
| Finlandia | Centralny Uniwersytet Medyczny w Åbo | 38       |
| Finlandia | Centralny Szpital Åland, Mariehamn   | 8        |
| Finlandia | Hangö HVC                            | 8        |
| Finlandia | Szpital Ekenäs                       | 4        |
| Finlandia | Szpital Västra Åboland               | 4        |
| Finlandia | Uniwersytecki Szpital w Helsingfors  | 20       |
| Finlandia | Szpital im. Marii w Helisngfors      | 16       |
| Finlandia | Szpital im. Tölö w Helsingfors       | 6        |
| Szwecja   | Szpital Huddinge                     | 14       |
| Szwecja   | Południowy-Szpital (Södersjukhuset)  | 31       |

- Pewna ilość uratowanych których hospitalizowano w Finlandii, została przewieziona do Szwecji na dalsze leczenie[9]

Rekonstrukcja tonięcia była przedstawiona w programie BBC ‘Surviving Disaster’ (Przeżyć Katastrofę) w 2005 roku.

## The Joint Accident Investigation Commission

### Status
The Joint Accident Investigation Commission (JAIC), czyli Zjednoczona Komisja Śledcza została powołana w Turku w Finlandii przez premierów wszystkich trzech poszkodowanych w tragedii państw. Komisja miała zbadać przyczyny katastrofy oraz odkryć powód tak dużej liczby ofiar oraz w celu uniknięcia podobnych wydarzeń w przyszłości.
Pierwsze spotkanie Komisji miało miejsce 29 września 1994, uznano za niezbędne, aby Komisja działała jako pojedyncze jednostki w wyciąganiu wniosków i wydawaniu oficjalnych raportów, ale w ramach prowadzenia dochodzenia przez strony trzech krajów należy przygotować wspólny, spójny raport.

### Harmonogram prac i cele komisji
Podczas pierwszego spotkania, rozdzielono zadania pomiędzy estońskich, fińskich oraz szwedzkich członków Komisji.
Podczas komisji przeprowadzono 20 wewnętrznych spotkań. Dodatkowo do spotkań dochodziły konsultacje z ekspertami oraz pomniejszymi wyspecjalizowanymi grupami.

### Namierzanie wraku Estonii
Lokalizacja wraku MS Estonii rozpoczęła się dzień po katastrofie, 29 września 1994. Wrak odnaleziono 30 września 1994

### Operacje przy użyciu kamer ROV
Wrak został sfilmowany przez podwodną kamerę ROV 2 października 1994, a następnie bardziej szczegółowo w dniach 9–10 października 1994 oraz 19 lipca 1996.

### Namierzanie i wydobywanie furty
Furta MF Estonii została odnaleziona 18 października 1994. Została wydobyta na powierzchnię 18 listopada 1994 i przetransportowana do Hanko w Finlandii.

### Operacje nurków
Nurkowania do wraku, włączając badanie dna promu oraz mostka, miały miejsce 2–5 grudnia 1994.

### Komunikacja
Rozmowa między MF Estonia a fińskimi statkami prowadzona jest początkowo w języku angielskim, a następnie fińskim, gdyż język estoński jest podobny do fińskiego, a ponieważ oficerowie MF Estonia go rozumieli, w tym języku prowadzono komunikację. Natomiast rozmowa między fińskimi statkami prowadzona jest po szwedzku, gdyż kapitanowie tych statków wywodzili się ze szwedzkojęzycznej części społeczności Finlandii i łatwiej było im mówić w języku szwedzkim niż fińskim. Estońskim radiooficerem, który komunikował się z innymi promami z pokładu MF Estonii był Andres Tammes, który zginął podczas katastrofy.
- 1:22 – Problemy z silnikiem

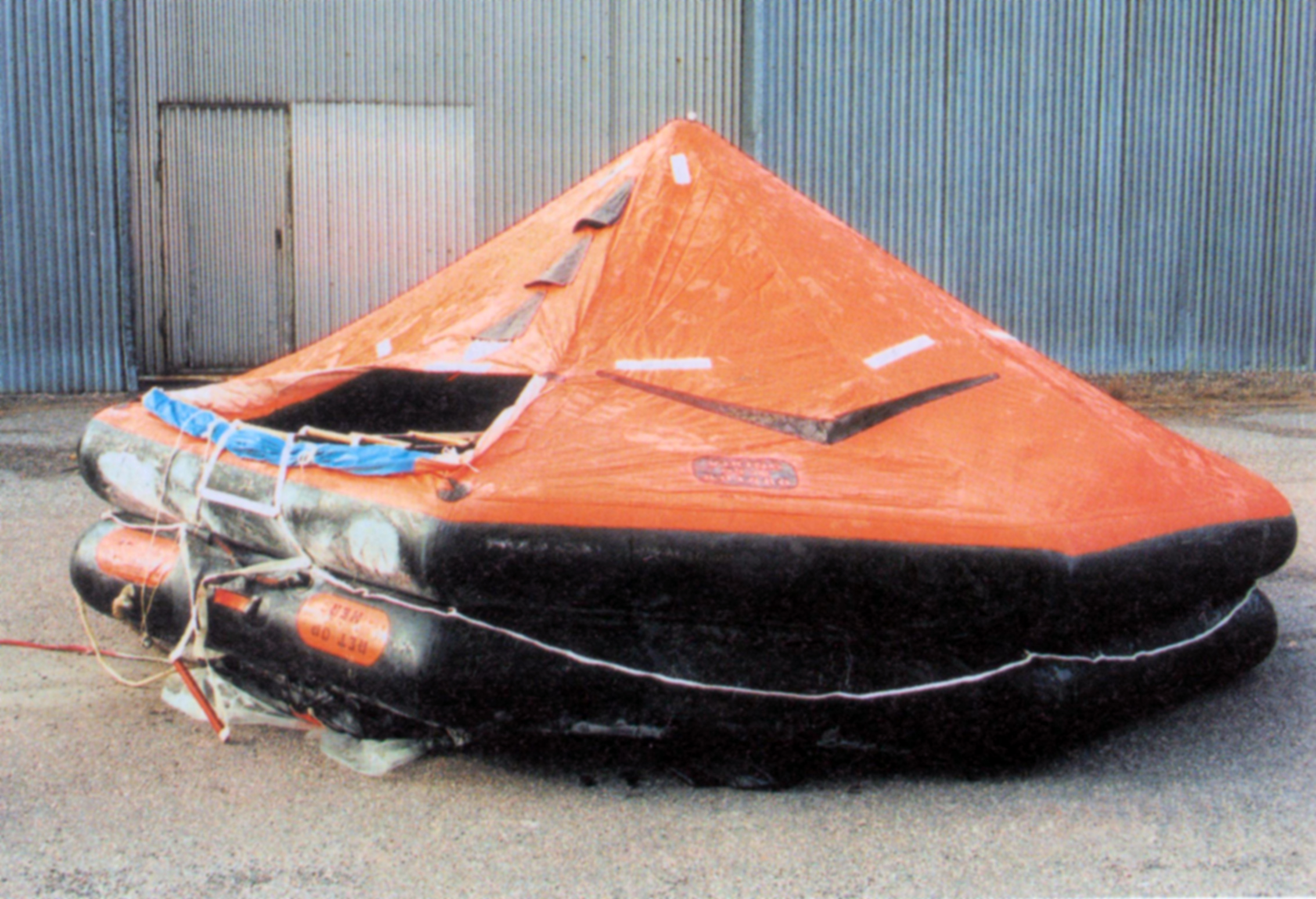
Tratwa ratunkowa Estonii wyłowiona z morza w dniu katastrofy

  - 1:21:59 – MS Estonia: Mayday Mayday, Estonia odbiór.
  - 1:22:19 – MS Mariella: Estonia, Estonia, Mariella zgłaszam się.
  - 1:23:13 – MS Estonia: Estonia, Estonia, Silja Europa, Estonia.
  - 1:23:22 – Silja Europa: Estonia, tutaj Silja Europa na kanale 16.
  - 1:23:29 – MS Estonia: Silja Europa.
  - 1:23:37 – Silja Europa: Estonia, tutaj Silja Europa na kanale 16.
  - 1:23:57 – MS Estonia: Silja Europa, Viking, Estonia.
  - 1:24:00 – MS Mariella: Estonia, Estonia.
  - 1:24:01 – MS Estonia: Mayday Mayday.
  - 1:24:07 – MS Estonia: Silja Europa, Estonia.
  - 1:24:10 – Silja Europa: Estonia, Silja Europa, Czy nadajesz Mayday? Estonia, Co się dzieje? Możesz odpowiedzieć?
  - 1:24:33 – MS Estonia: Tutaj Estonia, Kto mówi? Silja Europa, Estonia.
  - 1:24:41 – Silja Europa: Tak, Estonia, tutaj Silja Europa.
  - 1:24:45 – MS Estonia: Dzień dobry. Mówisz po fińsku?
  - 1:24:46 – Silja Europa: Tak, mówię po fińsku
  - 1:24:47 – MS Estonia: Tak, mamy tu właśnie problem, duży przechył na prawą stronę. Wydaje mi się, że to jest dwadzieścia, trzydzieści stopni. Czy moglibyście nam asystować i poprosić też Viking Line o asystę?
  - 1:25:00 – Silja Europa: Tak, Viking Line jest dokładnie za nami i dostanie informacje. Możesz podać swoją pozycję?
  - 1:25:06 – MS Estonia: Mamy black out [brak prądu], nie możemy jej podać teraz... Nie znam jej.
  - 1:25:14 – Silja Europa: Ok, zrozumiano, będziemy odmierzać.
- 1:25 – Wyłączył się generator prądu. Przechył wynosi około 10–15 stopni. Włączył się generator awaryjny.
  - 1:25:26 – MS Mariella: Silja Europa, Mariella.
  - 1:25:29 – Silja Europa: Tak, Europa tutaj, Mariella...Tutaj Europa na 16.
  - 1:25:36 – MS Mariella: Czy określiliście ich pozycję, czy to oni są na naszej bakburcie?
  - 1:25:41 – Silja Europa: Nie, nie dostałem od nich pozycji, ale muszą być gdzieś w pobliżu, mają 20–30 przechyłu oraz black out.
  - 1:25:52 – MS Mariella: Wydaje mi się, że oni są 45 stopni od naszej bakburty.

## Kontrowersje

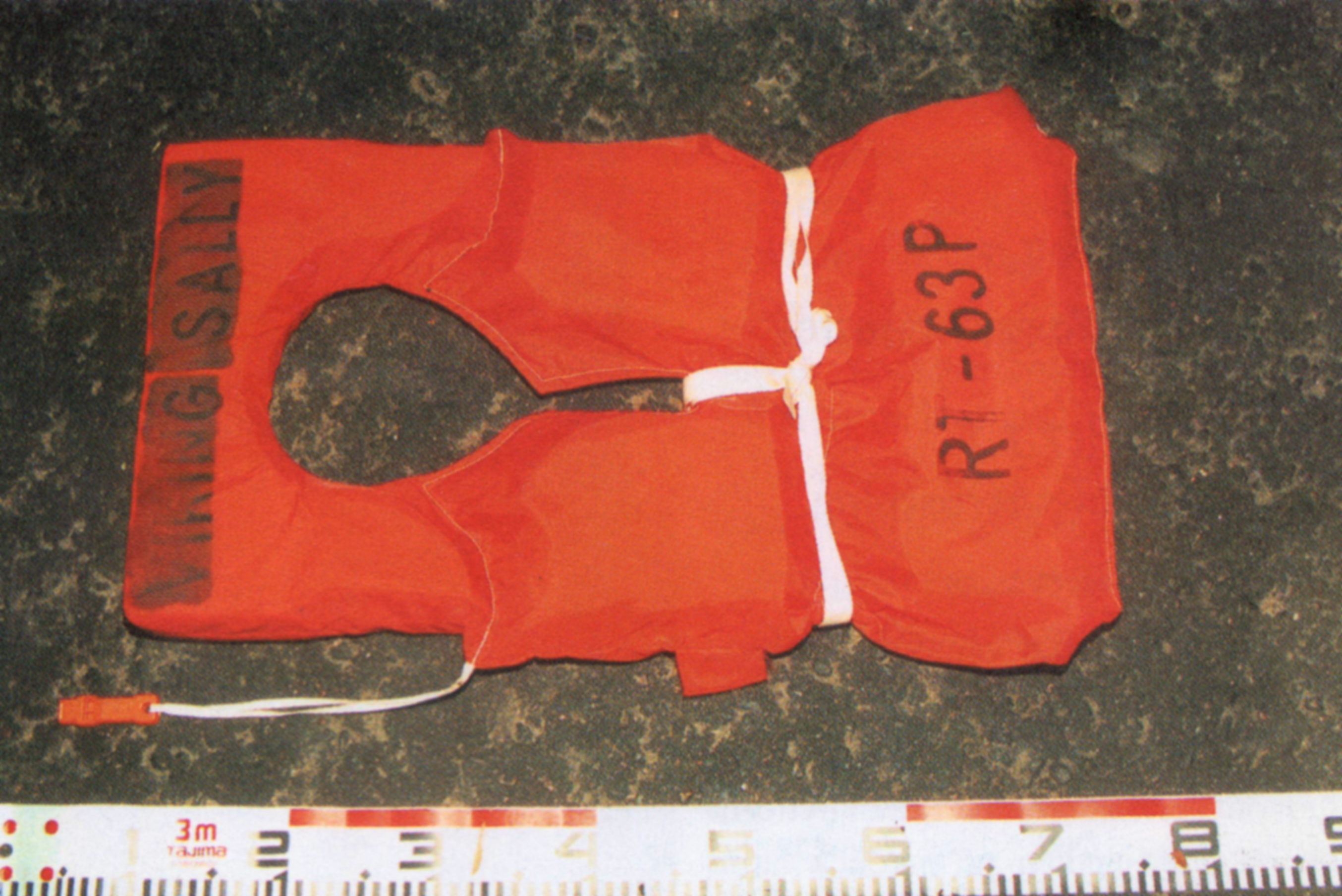
Kamizelka ratunkowa z promu MS Estonia (Inicjały pierwszego armatora)

Porównanie wielkości MS Estonii

27 września 1994 roku statek wypłynął w swój ostatni rejs. Miał płynąć ze stolicy Estonii – Tallinna do Sztokholmu. Według oficjalnego raportu z 1997 powołanej do wyjaśnienia przyczyn tragedii wspólnej estońsko-szwedzko-fińskiej komisji (JAIC), przyczyną katastrofy były wady konstrukcyjne furty dziobowej, która nie wytrzymała naporu fal i została urwana, pociągając za sobą i otwierając rampę wjazdową, co spowodowało wlanie się w ciągu 5 minut ponad 1000 ton wody na pokład samochodowy i przechył, prowadzący do zatonięcia. Raport komisji wzbudził jednak wiele kontrowersji. Do nieprzekonanych należy m.in. inżynier okrętownictwa Anders Björkman, autor książki „Katastrofa Estonii: Prawda i kłamstwo”. Według niego przyczyną zatonięcia promu nie było uszkodzenie furty dziobowej, lecz dziura w burcie poniżej linii wodnej. Mogła ona powstać tylko w jeden sposób – w wyniku eksplozji podłożonej tam bomby. Dziura taka została zauważona podczas pierwszej próby dotarcia przez nurków do spoczywającego na dnie Bałtyku wraku. Badania fragmentu poszycia wyciętego z okolic furty dziobowej wraku wskazywałyby w ocenie części ekspertów na działanie materiału wybuchowego. Inne teorie spiskowe łączą zatonięcie z wykorzystywaniem promu do przewozu broni kupowanej potajemnie przez wywiad szwedzki od wojsk rosyjskich stacjonujących w Estonii. Fakt ten został ujawniony w 2004 przez byłego szwedzkiego celnika i został następnie potwierdzony przez Szwecję, która jednak zaznaczyła, iż w dniu tragedii nie było takich transportów. W oficjalnym raporcie wzmianka o dziurze i o transportach nie znalazła się. Zginęły 852 osoby. Promem dowodzili estońscy kapitanowie Arvo Andersson i Avo Piht. Wrak spoczywa na głębokościach 73 – 85 metrów – budzi to wiele zarzutów, głównie spiskowych, iż nie chce się wydobyć wraku, pomimo że jest to całkiem możliwe – przykładem jest Titanic, którego wydobycie rozważano, mimo iż leży na głębokości 3800 m. Oficjalny raport obwinia źle działającą furtę dziobową, zamykającą pokład samochodowy, która odłamała się pod uderzeniami dużych fal. Kiedy furta odłamała się, uszkodziła rampę i odsłoniła pokład samochodowy. Spowodowało to dostawanie się wody na pokład, przez co statek stracił stateczność i zaczął się tragiczny łańcuch wydarzeń (przedostanie się wody do pokładu samochodowego zatopiło MF Herald of Free Enterprise, gdzie furta była otwarta, Princess Victoria również zatonęła z prawie identycznych przyczyn podczas Wielkiej Powodzi w 1953). Ustalenia oficjalnego raportu były wielokrotnie kwestionowane, zwracano uwagę m.in. na potwierdzony fakt wykorzystywania promu do kontrabandy sprzętu wojskowego.
Niemiecka dziennikarka Jutta Rabe rozpoczęła własne śledztwo w tej sprawie – wraz z Amerykaninem Gregiem Bemisem rozpoczęła nielegalne nurkowania do wraku celem zbadania przyczyn tragedii. Wkrótce po jej artykułach rząd Szwecji przyznał się do szmuglowania broni z Rosji do Szwecji, lecz zaznaczył, że nie miało to miejsca w dniu katastrofy. Latem 2000 roku Szwecja wydała nakaz aresztowania Jutty za naruszenie deklaracji nienaruszalności miejsca spoczynku wraku, którą podpisały wszystkie państwa nadbałtyckie poza Niemcami. Od tamtego czasu Jutta nie odwiedza Szwecji. Podczas tej ekspedycji pobrano próbki metalu – trzy próbki wysłano do trzech różnych laboratoriów (Stany Zjednoczone, Wielka Brytania, Niemcy) i tylko niemieckie laboratorium zakwestionowało możliwość wybuchu, pozostałe wskazały na użycie materiałów wybuchowych. Szwedzki rząd zignorował te dowody argumentując to nielegalnym sposobem ich  zdobycia. Według teorii w przewożeniu ładunków mieli uczestniczyć agenci brytyjskiego MI6, którzy na zlecenie amerykańskiego CIA, mieli umożliwić przepływ radzieckiego sprzętu wojskowego – to miałoby wyjaśniać, dlaczego Wielka Brytania przyłączyła się do aktu „Porozumienie w sprawie Estonii”
W wyniku ponownego przeanalizowania sprawy Estonii przez estoński zespół prokuratora Margusa Kurma, którego raport ujawniono 30 marca 2006, rząd estoński zakwestionował wyniki prac wspólnej komisji i zaprosił rządy Szwecji i Finlandii do wznowienia dochodzenia. Raport sugeruje, że rząd szwedzki ukrywał część, mających związek ze sprawą, dowodów. Według analizy zeznań świadków dokonanej przez zespół Kurma, rampa dziobowa była podczas katastrofy jedynie uchylona i nie mogła przez nią dostać się na pokład podawana dotychczas ilość wody, nadto nie jest jasne, skąd brała się woda na pokładzie. Komisja ustaliła, że szwedzkie służby odnalazły urwaną furtę dziobową 9 dni przed oficjalnym ujawnieniem tego faktu, a także prowadziły niejawne nurkowania badawcze, a wnętrze ładowni zostało sfilmowane przez pojazd podwodny, czego również nie ujawniono wspólnej komisji. Podczas nurkowań poszukiwano m.in. jednej walizki z nieujawnioną zawartością, którą następnie zabrano ze statku. Raport ten stwierdza również, że trójstronna komisja nie zbadała hipotezy wybuchu na pokładzie.

### Ekspedycja Piotra Barasińskiego

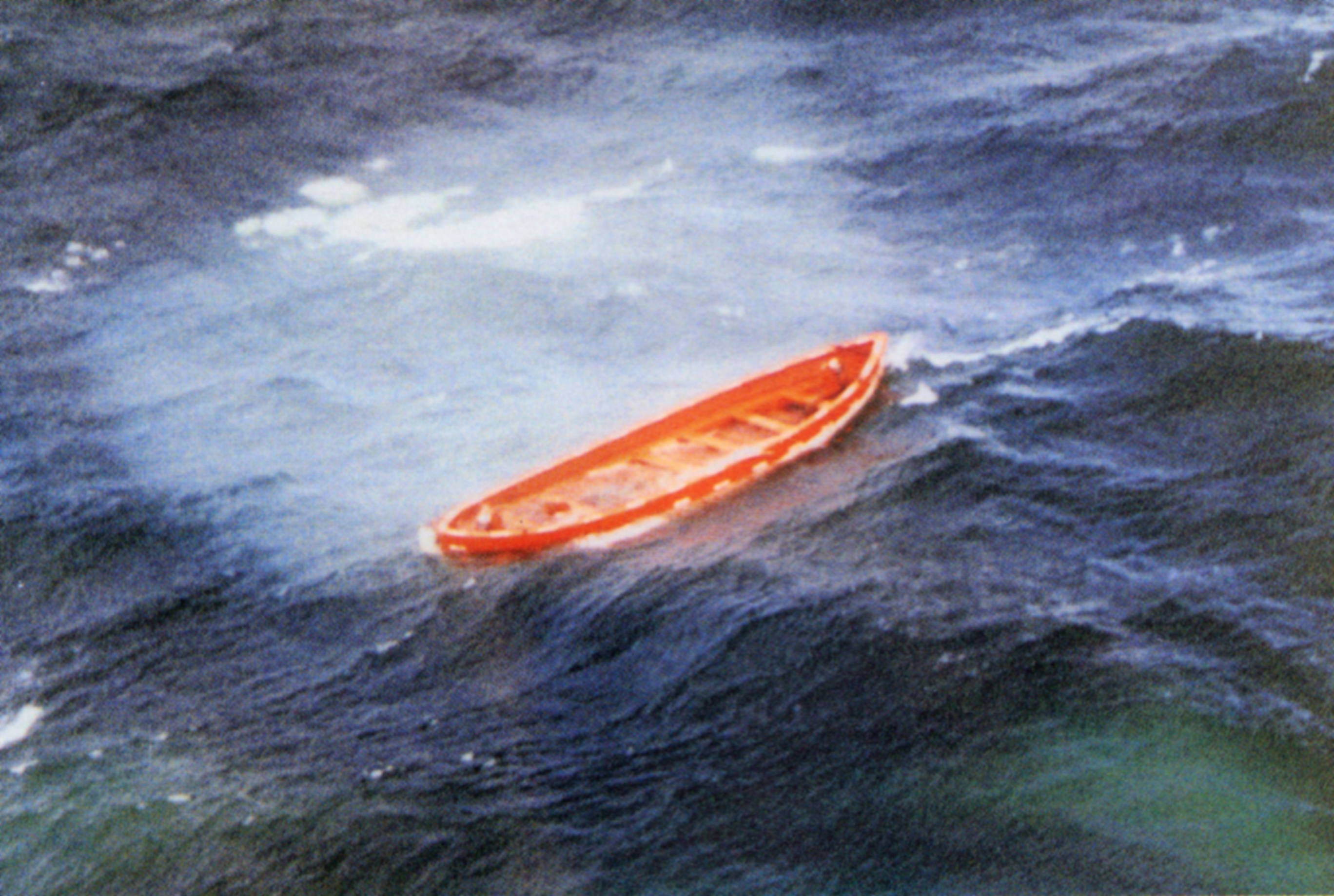
Pusta łódź ratunkowa odnaleziona podczas akcji ratowniczej

Jedną z ofiar katastrofy była pracująca na Estonii hostessa, Carita Charloth Barasinski. Jej mąż, Piotr Barasiński (ur. 11 marca 1956 w Gdyni, zmarły 17 września 2006 w Sztokholmie), po otrzymaniu pieniędzy z ubezpieczenia, przeznaczył je na próby odnalezienia i wydobycia ciała małżonki. Obiecał jej bowiem, że jeśli kiedykolwiek umrze przed nim, to pochowa ją na cmentarzu w rodzinnym mieście, w Uppsali. Z relacji świadków doskonale znał położenie ciała żony. Próbował legalnej ścieżki wydobycia ciała – kontaktując się ze szwedzką ambasadą, ministrem sprawiedliwości, szwedzkim premierem, ale nigdy jego wnioski nie zostały rozpatrzone pozytywnie. Wraz z Juttą Rabe oraz grupą telewizyjną wynajął polskie przedsiębiorstwo PRO (Polskie Ratownictwo Okrętowe), aby zlokalizować i wydobyć ciało żony. Ekspedycja miała miejsce w lipcu 1995 roku, jednak pomimo wysiłków ciała nie odnaleziono. Szwedzki lodołamacz ALE, którego zadaniem jest patrolować okolicę spoczynku wraku oraz uniemożliwiać wszelkie próby naruszania takowego, starał się uniemożliwić nurkowania. Gdy pogoda się pogorszyła próbowano dzięki kamerze ROV odnaleźć szczątki żony, niestety wskutek awarii sprzętu również i to nie było możliwe. Barasiński w następnych latach próbował ponownie wszcząć ekspedycję, lecz po miesiącu od penetracji wraku weszło w życie porozumienie ze stycznia zakazujące nurkowania i chroniące wrak, uniemożliwiając wszelkie jego dyplomatyczne wysiłki. Szwecja rządowymi kanałami kontaktowała się z polską stroną napominając ją, że pozwalając na takie działania, będzie łamać szwedzko-fińsko-estońskie porozumienia o ochronie miejsca spoczynku wraku. Nigdy więcej nie udało mu się powtórzyć ekspedycji. Barasiński często przypominał historię okrętu Vasa, który zatonął w 1628 roku i który Szwedzi zdecydowali się wydobyć dopiero po 333 latach. Zmarł na raka w 2006 roku w Sztokholmie, na jego pogrzebie odczytano w czterech językach wiersz Was es ist („To co jest”) Ericha Frieda.

## Ochrona miejsca spoczynku

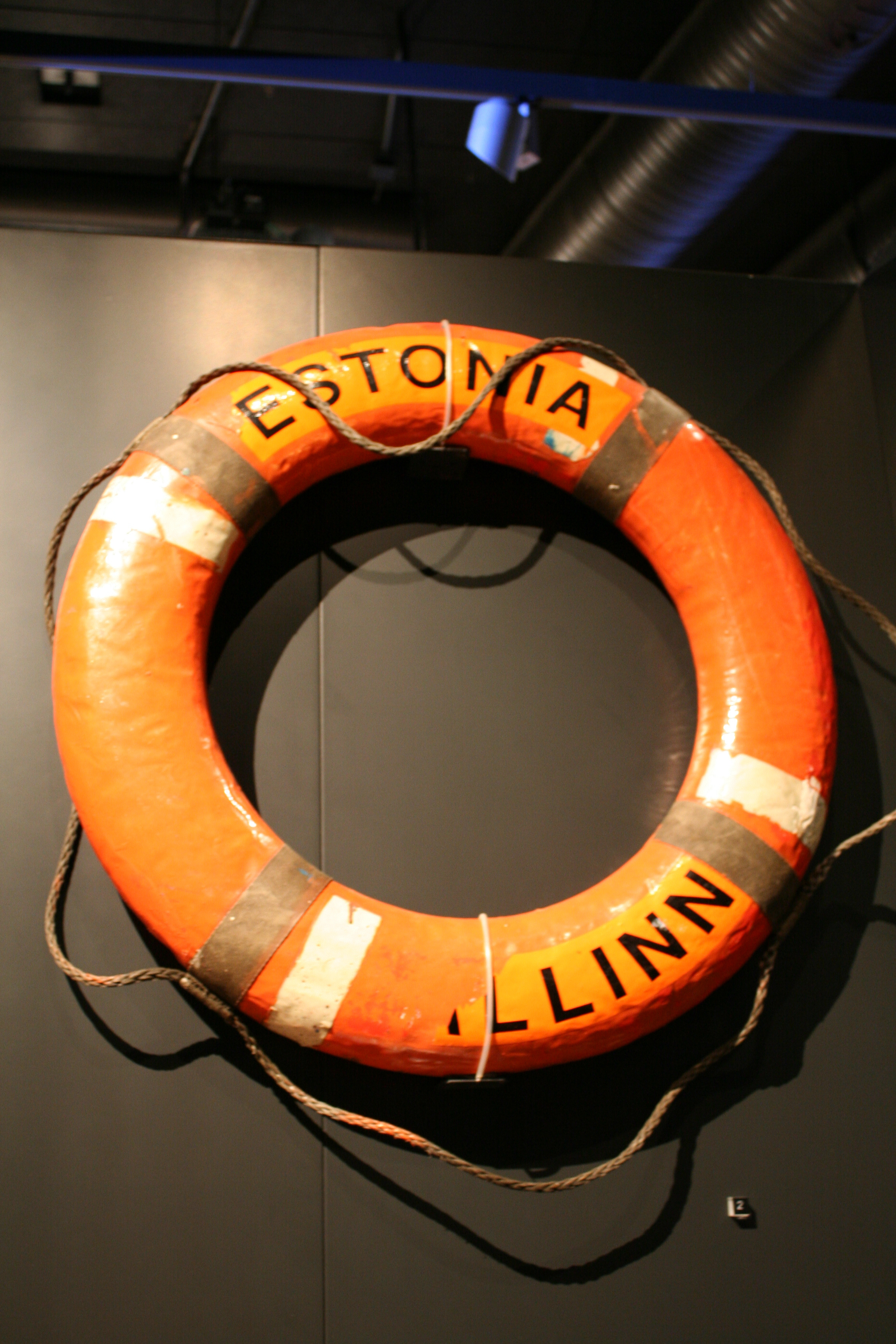
Koło ratunkowe z MS Estonii w Fińskim Muzeum Marynistyki w Kotka

Zatonięcie promu Estonia nastąpiło w nocy z dnia 27 na 28 września 1994, blisko 22 mil morskich od fińskiego Utö. Rząd Szwecji wprowadził prawo, które potwierdziły wszystkie państwa nadbałtyckie poza Niemcami. Powstało, aby chronić wrak od rozgrabienia i naruszenia spoczynku pasażerów. Zabronione jest nurkowanie w okolicy wraku. Złamanie tego zakazu może skutkować karą grzywny lub pozbawienia wolności do dwóch lat. Miejsce to jest monitorowane przez fińską straż wybrzeża.

### Polska
29 marca 2000 r. Sejm przystąpił do rozpatrzenia sprawozdania Komisji Spraw Zagranicznych o rządowym projekcie ustawy o ratyfikacji przez Rzeczpospolitą Polską porozumienia między Republiką Estonii, Republiką Finlandii oraz Królestwem Szwecji w sprawie promu „Estonia”, podpisanego w Tallinnie dnia 23 lutego 1995 r.
Sprawozdawca Komisji poseł Tadeusz Iwiński (SLD) stwierdził, że rządowy projekt ustawy dotyczący wyrażenia zgody jest przejrzysty.
Przypomniał o wydarzeniach z dnia katastrofy i śmierci prawie tysiąca osób różnych narodowości, głównie obywateli estońskich.
„Porozumienie przewiduje, że wrak promu «Estonia» oraz teren go otaczający, powinien być traktowany z należytym szacunkiem, jako miejsce spoczynku ofiar katastrofy. Nie będą podejmowane żadne próby podniesienia wraku z dna morza. Do ustawodawstw wewnętrznych państw-sygnatariuszy porozumienia wprowadzony zostanie obowiązek penalizacji penetracji wraku, mającej na celu wydobycie zwłok lub dóbr majątkowych.”
Tadeusz Iwiński poinformował, że w kwietniu 1996 r. podpisano protokół dodatkowy do porozumienia Estonii, Finlandii i Szwecji, który otwiera możliwość przystąpienia do grona sygnatariuszy innych uczestników, akceptujących warunki dokumentu. Tę możliwość wykorzystały już Dania i Wielka Brytania.
30 marca 2000 r. Sejm jednogłośnie, 423 głosami, uchwalił ustawę o ratyfikacji przez Rzeczpospolitą Polską porozumienia między Republiką Estonii, Republiką Finlandii oraz Królestwem Szwecji w sprawie promu MF Estonia, podpisanego w Tallinnie dnia 23 lutego 1995 r.

## Upamiętnienie

### Pomniki
- Estoniamonumentet w Sztokholmie
- The Brocken Line w Tallinie

### Muzyka
- Brytyjska grupa Marillion, na płycie „This Strange Engine” nagrała utwór „Estonia” nawiązujący do pamięci ofiar katastrofy MF Estonia.

### Literatura oraz film

#### Książki
- Tysta Leken („Cicha zabawa”)
- Estonia – berättelsen om en tragedi („Estonia – opowieść o tragedii”)
- M/S Estonia (Wydawca Estline – armator)
- Jag ville överleva („Chciałem przeżyć”)
- Därför överlevde jag Estoniakatastrofen („Dlatego przeżyłem katastrofę”)
- Estonia sprängdes („Estonię wysadzono”)

#### Film
- Baltic Storm („Sztorm na Bałtyku”) (2002)
- Livlinan som brast („Nitka życia, która pękła”)(2002)
- Uppdrag granskning: Estonias hemliga last („Misja kontrola: Tajemniczy ładunek Estonii”)(2004)
- Uppdrag granskning: Sannigen på 80m djup („Misja kontrola: Prawda na głębokości 80 metrów”)
- Estonia - katastrofa na morzu (2020, pięcioodcinkowy serial dokumentalny Discovery+)